# Interregno sassone
Secondo la semi-leggendaria e poco attendibile Historia Regum Britanniae di Goffredo di Monmouth, dopo il regno di Keredic in Britannia (odierna Inghilterra) si ebbe un periodo di interregno sassone (554–615 d.C.). Durante questo periodo nessun sovrano britannico salì sul trono. Tre tiranni e diversi altri signori della guerra lottarono in Cornovaglia e in Galles per il controllo dei britanni. Queste guerre civili indebolirono molto la forza e la potenza dei britanni, limitando di molto la loro capacità di opporsi agli invasori anglosassoni.